# Léopold Flameng

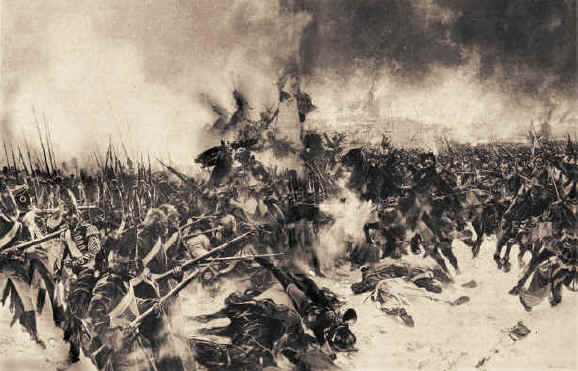
La batalla de Eylau (1902), Museo de Orsay, París

Léopold Joseph Flameng (Bruselas, 22 de noviembre de 1831–Courgent, 4 de septiembre de 1911) fue un grabador belga. 

## Biografía
En 1853 se instaló en París, donde fue alumno de Luigi Calamatta y Jean Gigoux. Se inició en el grabado al buril, aunque posteriormente practicó sobre todo el aguafuerte. Entre 1853 y 1855 realizó algunos grabados de composición original inspirados en la obra de Charles Meryon y en Baudelaire, pero desde entonces se dedicó preferentemente a la reproducción de obras de otros artistas. Fue colaborador habitual de la Gazette des Beaux Arts, donde publicó unas ochenta láminas. También trabajó para la calcografía del Louvre.
Su producción gráfica comprende unas setecientas obras, entre las que destacan reproducciones de artistas como Jan Van Eyck, Hugo van der Goes, Rembrandt, Jean-Paul Laurens y Dominique Ingres.
En 1898 ingresó como miembro de la Academia de Bellas Artes. Fue Oficial de la Legión de Honor.
Su hijo François Flameng fue pintor.